# 栖凤街道
栖凤街道，是中华人民共和国贵州省黔西南布依族苗族自治州安龙县下辖的一个街道办事处。
2012年，贵州省人民政府批复同意撤销新安镇建制，设置栖凤街道办事处，并将木咱镇响乐村、安马村、者跃村、木咱村柳树井组与下坝组和钱相乡沈洪村、红旗村划归栖凤街道。
2015年1月21日，贵州省人民政府批复同意安龙县乡镇行政区划调整，新设置的栖凤街道辖原栖凤街道西二居委会、大坪居委会、平寨村、幺塘村、者跃村、响乐村、安马村和原坡脚乡及原招堤街道箐山村，办事处驻西二居委会。

## 行政区划
栖凤街道下辖以下地区：
大坪社区、西二社区、平寨村、么塘村、箐山村、安马村、响乐村、者跃村、者贵村、八坎村、乐欢村、者孔村、岩怀村和坡脚村。